# بلک اوت (مجموعه تلویزیونی)
بلک اوت (انگلیسی: Black Out; کره‌ای: 백설공주에게 죽음을) یک مجموعه تلویزیونی محصول کره جنوبی به نویسندگی سو جو یون، به کارگردانی بیون یونگ جو و با بازی بیون یو هان، گو جون، گو بو گیول و کیم بو را است. این مجموعه بر پایه رمان آلمانی سفیدبرفی باید بمیرد است. بلک اوت از ۱۶ اوت ۲۰۲۴، روزهای جمعه و شنبه ساعت ۲۱:۵۰ (کی‌اس‌تی) از ام‌بی‌سی پخش شد.

## بازیگران

### اصلی
- بیون یو هان در نقش گو جونگ وو[۴]
- گو جون در نقش نو سانگ چول[۴]
- گو بو گیول در نقش چوی نا گیوم[۴]
- کیم بو را در نقش ها سول[۴]